# Verbascum subphlomoides
Verbascum subphlomoides är en flenörtsväxtart som beskrevs av Heinrich Carl Haussknecht. Verbascum subphlomoides ingår i släktet kungsljus, och familjen flenörtsväxter. Inga underarter finns listade i Catalogue of Life.